# Hugo Reid
Hugo Reid (Cardross, 18 aprile 1811 – Los Angeles, 12 dicembre 1852) fu un abitante di Los Angeles, California, che scrisse una serie di lettere descrivendo cultura, lingua ed usanze dei locali indiani Gabrieliño, criticando il trattamento che subivano all'interno del sistema di missioni francescane.

## Biografia
Nato nel 1811 a Cardross, in Scozia, Reid giunse negli Stati Uniti come marinaio sbarcando a Los Angeles nel 1832. Sposò una donna gabrieliño di nome Victoria, adottandone i figli Maria e Felipe.
Nel 1845, il governatore messicano Pío Pico concesse a Reid 53,90 km² di terra del Rancho Santa Anita. La casa del rancho, nota in seguito come "Hugo Reid Adobe", si trova nella vecchia proprietà di Lucky Baldwin, nel Los Angeles County Arboretum and Botanic Garden, nell'odierna città di Arcadia.
Nel 1852 Reid pubblicò una serie di 22 lettere sul Los Angeles Star fornendo un'importante rappresentazione etnografica dei semisconosciuti gabrieliño, raccolte in seguito in forma di libro. Morì a Los Angeles il 12 dicembre dello stesso anno.

## Retaggio
La scuola elementare di Arcadia, chiamata Hugo Reid Elementary School, prende il nome da lui.
Hugo Reid fa anche parte della storia di Silver Lake (Los Angeles). La geografia dell'area ricordava la Scozia, così diedi il nome di Ivanhoe al bacino idrico, prendendo spunto dal romanzo del 1819 Ivanhoe di Walter Scott. Molte strade del luogo prendono il nome dai personaggi di quel romanzo, come Rowena e Herkimer. Altre strade hanno semplicemente dei nomi scozzesi, come St. George (San Giorgio).